# Anguillosporella
Anguillosporella is een geslacht van schimmels dat behoort tot familie Mycosphaerellaceae. De typesoort is Anguillosporella vermiformis.

## Soorten
Volgens Index Fungorum telt het geslacht twee soorten (peildatum april 2024):
| Soortnaam                    | Auteur(s)                       | Publicatiejaar |
| ---------------------------- | ------------------------------- | -------------- |
| Anguillosporella coryli      | (Redhead & G.P. White) U. Braun | 1995           |
| Anguillosporella vermiformis | (Davis) U. Braun                | 1995           |